# 八路军南下支队
八路军南下支队，正式番号为八路军独立第一游击支队，又称八路军359旅南下支队，成立于1944年11月，随后南下进军湘粤边，开辟五岭抗日根据地，但接连受到重创。1945年10月，改为中原军区第二纵队序列，归中原军区编制。359旅出发南征时5060人，返回延安时仅剩1893人。

## 背景
1939年年底，八路军359旅返回陕西休整，驻扎绥德地区，保卫黄河河防，并消除国民党在绥德地区的影响。1941年，359旅进驻南泥湾，参加大生产运动，舒緩當時的糧草不足問題，被中共作为自给自足的成功经验加以宣传。359旅被西北局誉为“发展经济的前锋”。
1944年5月，日军发起“一号作战”，击溃中国政府军，湖南地区成为日占区。针对这一局势，中共中央谋划向南发展的战略布局。1944年7月8日，古大存（时任中央党校一部主任）、张鼎丞（时任中央党校二部主任）、方方（时任中央党校一部学员）在延安向中共中央递交了《关于开展南方游击战争的意见》，建议华南敌后抗日武装不要局限于平原地区，应乘敌移动之机，派出一部向粤北推进，创建粤北抗日根据地，另派出一部挺进中区，谋求发展。1944年7月，毛泽东与八路军第359旅旅长王震进行了一次谈话，说：“战争越扩大，革命越发展，战争越持久，革命越深入。我们要抓紧这一有利时机，到日本军队的后面去收复失地，发动群众，解放自己，推翻敌伪的残酷统治，建立抗日统一战线的民主政权”。“最近党中央准备派900名干部到南方去，路线是经河南先到新四军第五师，再南下广东，与东江纵队会合，发展华南抗日根据地。因路途遥远，沿途情况复杂，想从你359旅抽一名团长，带上一个加强营，护送这批干部南下。今天找你来，就是想先听听你的意见”。王震回答：“抽一名团长和一个加强营是毫无问题的，不过，正像主席说的，路途遥远，沿途情况复杂，以一个加强营护送这批干部，兵力是否少了些？请主席再考虑一下！”毛泽东说：“你先回去和其他同志研究一下，看看还有什么更好的方案，总之，要圆满地完成任务”。王震回到旅部后，立即找来几位团长商议，大家都感到这次护送要通过日、伪、顽军占领区，长途行军，任务艰巨，责任重大，只派一个团长去，恐怕难以完成任务。于是，王震主动向毛泽东请缨，亲自带部队护送干部南下。之后毛泽东和王震又进行了一次详谈，说：“在当前形势下，我们的战略方针是，巩固华北、华中，发展华南，就是要向河南、湖南、广东、广西、浙江发展。作为中央的部署之一，是由你们359旅组成南下支队，护送从广东、广西等地来延安学习的干部南下。共分成两个梯队，你带领第一梯队先走，等与东江纵队会合了，第二梯队再继续南下”。毛泽东在1944年8月提出，要尽快建立并发展华南根据地。
1944年9月1日，在延安杨家岭召开的中共中央六届七中全会主席团会议上，通过了毛泽东提出的“巩固华北、华中，发展‘两翼’”的战略设想。根据这一战略，八路军、 新四军在巩固华北和华中老区的同时，应抽出主力一部，向南（河南、华南、东南）北（东北）“两翼”发展新区。为此，决定派出新四军第一师和八路军120师359旅分别执行进军东南、华南的任务。会议决定从359旅抽调十个连，由中组部选调干部4至6个连，组成南下支队。1944年10月25日,毛泽东在南下部队营以上干部的学习班上讲话,他预测南下前途的两种可能性,其中之一,是日本很快投降,国民党将集中力量首先消灭南下部队,斗争将十分残酷,部队有可能因站不住脚而北返。1944年10月31日召开中共中央六届七中全会主席团会议上，最后确定了南下的区域和南下部队的组织机构，执行向华南发展的战略任务的八路军第一二〇师第三五九旅主力3800余人及由中央派出支援鄂豫边的900 余名干部，组成了“国民革命军第十八集团军独立第一游击支队”（通称“八路军南下支队第一梯队”），王震任司令员、王首道任政治委员（因之亦称“二王部队”）。决定以衡山为中心创造根据地开展抗日战争，并在抗战胜利后阻挡国民政府军；由王震、王首道、贺炳炎、廖汉生、王恩茂等8人组成军政委员会，王首道为书记；同时决定，增派359旅718团南下。
临行前，毛泽东在延安中央党校大礼堂向准备去前线的干部作报告时说：国民党一点希望都没有了。中国人民要解放，中国要得救，只有共产党才有办法。全国老百姓都仰望着我们，所以，我们要尽量发展自己，要百分之百地发展自己的力量。 

## 经过

### 出师南下

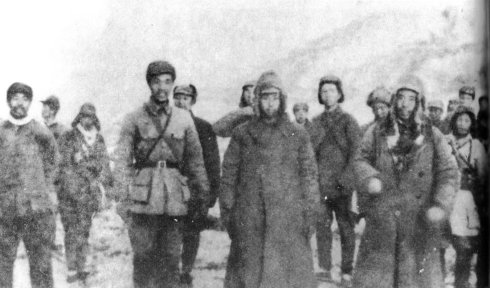
1944年12月27日，八路军南下支队在河南踏冰过黄河，向华南挺进。前排右起为：王震、王首道、王恩茂。

1944年11月1日，359旅在延安东关机场誓师出征。毛泽东、朱德在王震陪同下，在延安机场检阅南下支队。由王震、王首道、贺炳炎、廖汉生、王恩茂、文建武、张成台、刘型等8人组成支队军政委员会，以王首道为书记:8。11月10日，359旅第一梯队4000人加上中共中央派遣的900余名干部，改称八路军独立第一游击支队，从延安出发，向南挺进:18。南下支队第一梯队总计5000余人，主要由三部份人员组成：
- 第一部份是由第三五九旅抽调的主力部队3800人；
- 第二部份是被护送南下的900余名南方干部；
- 第三部份是由中央组织部选调的一批工作干部。

整个第一梯队共设置六个大队，第一至第四大队由原第三五九旅的官兵组成；第五大队和第六大队由中央调赴新四军第五师工作随军南下的干部组成，其中第五大队由贺炳炎、廖汉生率领，第六大队由文建武、张成台率领。
1944年11月1日南下支队在延安的东关飞机场列队誓师，毛泽东、任弼时参加了大会。时任中央政治局秘书长的任弼时振臂高呼道：“你们要到南方去画一张红色的地图!”1944年11月9日举行宣誓仪式、11月10日列队出发。
359旅副旅长苏进率领5000人留守陕甘宁边区，并作为南下的第二梯队待机出发:9-10。
南下支队从延安出发后，经绥德螅蜊峪一带东渡黄河，过同蒲铁路，进入太岳军区准备渡黄河。侦察南渡黄河地点时，发现垣曲以东15公里处的马蹄牢黄河渡口已结为厚两尺宽1公里的冰桥，12月27日南下支队人马辎重顺利地通过冰桥跨过黄河:40。12月29日，南下支队在通过陇海铁路时于渑池县千秋镇打退国民政府军的阻拦:42，进入八路军豫西根据地，随后又沿熊耳山、伏牛山山麓南下。1945年1月6日，又在鲁山打退了日军的攻击:47-50；16日，在确山瓦岗附近又与日军发生遭遇战:56-57。19日，南下支队于确山以南越过平汉铁路:59，随后击溃国民革命军豫南挺进军的进攻:410。23日，部队徒涉淮河。27日，进抵湖北省大悟山与新四军第5师领导机关会师:62。29日，举行了万人庆祝会师大会:65。南下支队在大悟山进行了17天休整，同时派第5大队进入洪湖一带开辟根据地。

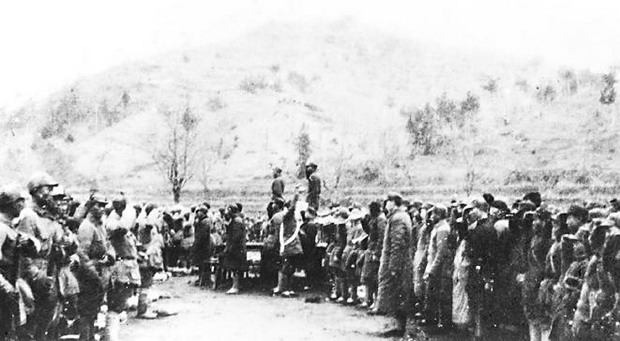
1945年1月29日，庆祝八路军南下支队与新四军第五师会师大会。

### 进入湘鄂赣
2月11日，毛泽东致电王震、王首道：“原定9旅以湘、资间之衡宝地区为中心似须再加考虑，此事待你们进到株、醴地区时再行决定。”2月19日至23日，南下支队和新四军第5师张体学部两个团从黄冈以东分批渡过长江，26日在大冶以南的大田畈击退尾追的日军独立混成第84旅，歼日伪军270余人:411。大田畈战斗后，支队突破日伪军阻击继续南进。在张体学部协同下，3月3日一举攻占大幕山，6日又进军崇阳攻占金塘、大源，初步打开了鄂南、湘北地区的局面:412。
3月23日，南下支队进入湖南平江县，改称湖南人民抗日救国军。26日，攻占平江县城，南下支队扩编为6个支队。同时报请中共中央批准，先在湘鄂赣边建立立脚点，而后再继续南进:412。3月31日，毛泽东复电：“同意你们在湘北工作一时期，建立联系南北之中间根据地，然后再南进”，“但要注意策略勿主动进攻顽军，待其来攻然后打击之，站在自卫立场上。”:686此时，国民政府第九战区调集4个师和一个纵队的兵力反击平江。4月12日，湖南人民抗日救国军击退国军一个师:100，并在15日撤离平江，返抵鄂南通山、崇阳地区，连克岳阳东南的杨林铺、大汉湖、毛家铺等日伪军据点，歼灭伪军1个师。5月4日，毛泽东指出：“湘鄂赣边区根据地必需创立，以为南北枢纽。”同月，经中共中央批准，成立湘鄂赣边区中共临时党委、行政公署和军区。王震任军区司令员，王首道任边区党委书记兼军区政治委员，张体学任军区副司令员，王恩茂任军区副政治委员，聂洪钧任行署主任:413。
为改变不利态势，湖南人民抗日救国军以第1、2支队东进江西修水、武宁地区，调动国民政府军东移；第3、4支队巩固鄂南；第6支队开辟平江西南桃花山地区，建立基层政权。6月6日，第二支队在黄岸市小湄地区与国民革命军遭遇战中，支队长陈宗尧以下30余人阵亡。18日，由第359旅第二梯队和警备第1旅一部组成的八路军游击第2、第3支队，在张启龙、文年生率领下，由延安出发南下，湘鄂赣军区准备等这两个支队到达后一同南进。经历了八个月的作战，湖南人民抗日救国军处于“成绩很小，消耗很大”的境地。此时，国际形势发生变化。6月24日，中共中央致电湖南人民抗日救国军：“现在距日寇崩溃只应估计尚有一年半，时间很迫促”。并明确指示，放弃在湘中建立根据地的计划，直至湘粤边界，与广东部队连接，创立五岭根据地:699。

### 南进与北返
7月7日，湖南人民抗日救国军主力部队3000人由大幕山出发，越粤汉铁路，西渡湘江，绕过长沙，27日进抵宁乡县新田湾:415。在这里，收到毛泽东7月22日发给王震、王首道的电报：“你们的唯一任务是争取目前一刻千金的时间，在粤北、湘南创立五岭根据地，并与广东我军连成一片，准备于内战时牵制南方一翼。”30日，湖南人民抗日救国军到达湘潭西南的上方桥。当日，王震、王首道向毛泽东报告，若由湘潭、衡山方向东渡湘江，沿粤汉铁路南下，两星期可到达湘粤边。
中共中央反复致电强调，华南抗日游击战争应以粤北、西江为主要发展方向，广东应派出强大地方部队北上、西挺，迎接八路军南下部队，完成创建五岭抗日根据地的战略任务。1945年8月16日，东江纵队第五支队等部组成的赴粤北第一梯队（由东路北上），由林锵云（珠江纵队司令员）、王作尧（东江纵队副司令员）、杨康华（东江纵队政治部主任）率领1200余官兵（一说1000人，一说1300人）从博罗县横河先行出发。1945年8月18日，中共广东区委根据中共中央指示，作出了“迅速北挺创造战略根据地”的决定。1945年8月23日（一说8月22日），华南抗日武装部队的另一支主力——珠江纵队南（海县）三（水县）独立大队（简称南三大队）480余人，加上珠江纵队第二支队机关20多人，在广东省三水县源潭集结（由西路北上），这支500多官兵的部队由珠江纵队第二支队支队长郑少康、珠江纵队南三大队大队长梅易辰、教导员徐云（北上行军途中任命）、副教导员何干成（一说教导员）、珠江纵队第二支队原番禺大队大队长戴耀等人率领，于三水县取道花县、清远县，挥师北上。
8月5日，湖南人民抗日救国军从湘潭与衡山之间的龙船港东渡湘江，沿粤汉铁路东侧继续南进。11日，毛泽东致电王震、王首道：“苏联参战，日本投降，内战迫近，你们任务仍是迅速到达湘粤边与广东部队会合，坚决创造根据地准备对付内战。”湖南人民抗日救国军进至安仁地区时，遭到国民革命军两个军的围攻:126。且战且进，17日进入桂东西南的八面山，摆脱国民革命军的合围:128，1945年8月26日进至粤北南雄时，国军第七战区与第九战区各部合围态势正在形成之中，如稍有不慎，即可能有全军覆没的危险。同时，途经之处找不到地下党，见不到任何接应联络人员，不明华南部队北上接应的方位和地点，而且始终没能与广东地方党的电台接通，遂于8月28日在广东省北部南雄县城西北的百顺地区掉头北返。八路军南下支队第一支队于1944年11月9日由延安出发时共计5000余人，至1946年8月29日返回延安，人数只剩下1414人。:415。在此情况下，9月2日，湖南人民抗日救国军所有南下部队在江西上犹黄沙坑会合，向北转移。4日，在江西遂川西七岭地区得到中央军委同意北返的指示；7日，中共中央军委同意向新四军5师靠拢:713。湖南人民抗日救国军兼程北返，于9月23日返回鄂南地区。9月27日，在鄂城地区北渡长江，10月5日在礼山地区与新四军第5师再次会师:416。
1945年9月初,华南部队北上一部才抵达南雄县、始兴县一带；而且北上各部的军事组织力量也不足，不足以对抗国军第一五二师、第一五三师、第一六〇师、第一八七师等正规军的梳篦扫荡、反复围剿, 华南北上部队遭受重大损失，一度退到英德县、翁源县之间徘徊；殿后部队甚至是在1945年12月才艰难抵达五岭山区。

### 后续
八路军游击第2、第3支队在到达河南新安地区后，因日本投降，奉命转进东北。10月30日，中原军区成立，359旅恢复原番号，编入中原军区第2纵队。1946年6月，359旅参加了中原突围。8月29日，成功返回陕甘宁边区:210。1949年2月，359旅编为中国人民解放军第2军第5师。1953年3月，改编为现今的新疆生产建设兵团第一师。

## 序列

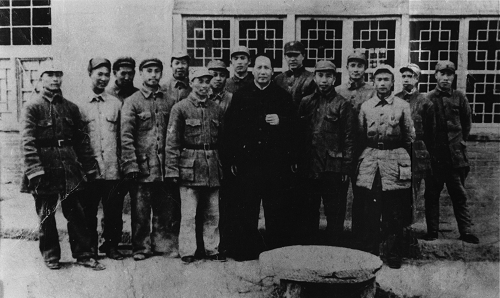
1946年10月，毛泽东与回到延安的八路军南下支队团以上干部合影。前排右二为王震

司令员王震、政委王首道、副司令郭鹏、副政委王恩茂、参谋长朱早观、副参谋长邹毕兆、苏鳌、政治部主任刘型、副主任李立。供给部部长何维忠，供给部政委左齐，卫生部部长潘世征，副部长唐国华，卫生部副政委杜宏鉴
- 第1大队（原717团2营和3营7、8连编成）：大队长陈外欧、政委李铨、副大队长刘国桢、副政委肖元礼、参谋长金忠藩、政治处主任张云善（1945年6月在湖南岳阳战斗牺牲）
- 第2大队（原718团1、2、3营编成）：大队长陈宗尧（1945年6月7日在湖南岳阳黄岸寺遭国军第九十九军袭击牺牲）、政委罗章、副大队长贺盛桂、副政委江勇为、参谋长尹保仁、政治处主任邓利亚（中原突围时失踪）
- 第3大队（原719团2营和补充团编成）：大队长张仲翰、政委曾涤、副大队长汪昌桂、幸元林、副政委龙炳初、参谋长赖春风、政治处主任肖友明
- 第4大队（原特务团教导营2个队和旅直参谋队及特务营1个连编成）：大队长徐国贤、政委廖明、副大队长王子良、贺光华、副政委熊晃、参谋长蒋澍、政治处主任谭天哲
- 第5（干部）大队（原红二军团暨湘鄂西苏区的老干部为基础编成）：大队长贺炳炎、政委廖汉生
- 第6（干部）大队（原红四方面军暨鄂豫皖苏区的老干部为基础编成）：大队长文建武、政委张成台（1946年7月在陕西镇安牺牲）
- 第7（干部）大队（原红六军团暨湘赣苏区的老干部为基础，加上359旅干部训练队编成）：大队长郭鹏、政委吴光远（1946年11月在鄂西保康簸箕山战斗牺牲）[28]。

1945年3月至1945年10月，南下支队更名为湖南人民抗日救国军序列：
- 司令员 王震
- 政委 王首道
- 副司令员 郭鹏
- 副政委 王恩茂
- 参谋长 朱早观
- 副参谋长 邹毕兆
- 政治部主任 刘型
- 政治部副主任 李立
- 第一支队
  - 支队长 陈外欧
  - 政委 李铨
  - 副队长 刘国桢
  - 副政委 肖元礼/叶显棠
  - 参谋长 王满耀
  - 政治部主任 贺振新
- 第二支队
  - 支队长陈宗尧/贺盛桂
  - 政委 罗章
  - 副支队长 贺盛桂/龙江云
  - 副政委 江勇为
  - 参谋长 尹保仁
  - 政治部主任 刘发秀
- 第三支队
  - 支队长 张仲瀚
  - 政委 曾涤
  - 副支队长 汪昌桂后幸元林
  - 参谋长 赖春风后刘鹏
  - 政治部主任 肖友明后杨守正
- 第四支队
  - 支队长 徐国贤
  - 政委 廖明/周里（兼）
  - 副支队长 王子良/贺光华
  - 参谋长 蒋澍
  - 政治部主任 谭天哲
- 第五支队
  - 支队长 苏鳌
  - 政委 龙炳初
  - 副支队长 金忠藩
  - 副政委 熊晃
  - 参谋长 刘仁
  - 政治部主任 刘云善
- 第六支队
  - 支队长 杨宗胜
  - 政委 吴光远
  - 副支队长 胡政
  - 副政委 罗振坤
  - 参谋长 胡政（兼）
  - 政治部主任 王汉兴

1945年5月，以八路军359旅南下支队为基础组建湘鄂赣军区，司令员王震、政委王首道、副司令张体学、副政委王恩茂、参谋长朱早观、政治部主任刘型。
- 东军分区：司令员汪乃贵、政治委员刘士杰、副政治委员周干民
  - 武鄂总队
  - 鄂大总队
  - 阳大总队
  - 阳通总队
  - 阳瑞总队
  - 阳新总队
  - 大冶总队
- 西军分区：司令员兼政治委员罗通、副司令员蒋树、副政治委员方正
  - 咸通阳总队
  - 咸武鄂总队
  - 咸崇蒲总队
  - 嘉蒲临总队
- 湘北军分区：司令员张仲瀚、政治委员曾涤、副司令员苏鳌、副政治委员李平
  - 岳临通总队
  - 平浏长总队
- 湘东军分区：司令员杨宗胜、政治委员吴光远、副司令员兼参谋长胡政[10]:110
- 第1支队
- 第2支队
- 第3支队
- 第4支队
- 第5支队

1945年7月，南下支队继续南进后，湘鄂赣军区改为鄂南军分区，划归鄂豫皖湘赣军区建制。
1945年10月至1946年9月，撤销了湖南人民抗日救国军番号，恢复三五九旅番号序列
- 旅长 郭鹏
- 政委 王恩茂
- 副旅长 陈外欧/徐国贤、李国华
- 副政委 李铨
- 参谋长 李国华/贺盛桂
- 副参谋长 何家产、王子良
- 政治部主任 李铨/廖明
- 政治部副主任 廖明、刘亚生
- 七一七团（原湖南人民抗日救国军第一支队为基础编成）
  - 团长 刘海
  - 政委 贺振新
  - 副团长 杨一青
  - 参谋长 王满耀
  - 政治处主任 王汉兴
- 七一八团（原湖南人民抗日救国军第二支队为基础编成）
  - 团长 贺盛桂/尹保仁
  - 政委 江勇为
  - 副团长 尹保仁/胡政　　　　　　
  - 副政委 刘发秀
  - 参谋长 颜三仔
  - 政治处主任 胡炎奎
- 七一九团（原湖南人民抗日救国军第三支队为基础编成）
  - 团长 徐国贤/王子良、吴坤
  - 政委龙炳初/蒋洪钧
  - 副团长 王子良/颜龙斌
  - 副政委 史有和
  - 参谋长 朱佐夫、周奎
  - 政治处主任 谭天哲、刘炳均

## 八路军南下支队第二梯队
第二梯队的主要任务是南下湘粤赣，与王震、王首道率领的第一梯队会师。共六千七百多人：
- 留在延安的第三五九旅余部3397人组成的“国民革命军第十八集团军独立第二游击支队”，刘转连任司令员、张启龙任政委，晏福生任副政治委员，参谋长贺庆积，政治部主任李信。组织科长李大同
  - 七一七团（原七一七团一营和三营九连及特务团特务营编成）团长周俭廉、政治委员谭文邦，副政委何宣泰（何宣太） 参谋长林涌一 (陆仞)
  - 七一九团（原七一九团第一、三营及旅警卫营编成）团长廖光韶/肖道生/刘顺文/王正平  政委彭清云 二营、团侦察连、三营
  - 教导大队：大队长黎原 营政委张有法。教导营辖两个队，每队100多人。全营有轻机枪两挺，步枪130多支，三分之一的人没有枪，仅发几颗手榴弹，武器装备较差。359旅把两门1939年在灵丘战斗中缴获的步兵炮交教导营保管使用。教导营的任务是负责保卫两个干部队的安全。
  - 程世才带导的去新四军五师工作的第五干部大队（五干队）
  - 刘俊秀、陈嵩岳（陈思玉）（历任717团参谋长、718团副团长、团长）领导去南下第一梯队三五九旅工作的第九干部大队（九干队）
- 由陕甘宁边区警备一旅旅部大部及警备第一团组成的“国民革命军第十八集团军独立第三游击支队”2100人，司令员文年生（原警备一旅旅长兼关中军分区司令员）、雷经天任政治委员，副司令员卢绍武，副政委莫文骅，副旅长欧阳家祥，参谋长贺庆积，副旅长/参谋长幸世修，锄奸科长谢家祥，组织科长任荣。警备第一旅前身是陕甘宁边区绥德警备司令部。1939年12月改编为警备第1旅旅部。1942年底精兵简政，关中军分区与警备第1旅合并。
  - 警备第一团：前身为红九军团。抗战初期改编为八路军一二零师359旅718团，后改编为陕甘宁留守兵团警备第8团。1943年1月改编为警备第1旅第1团。团长陈文彪，政委暨团党委书记谢镗忠，副政委曹德连，参谋长邱会墟，组织股股长刘云辉。解放战争时期沿革为冀热辽第30旅66团、热辽军区独16旅47团、东北民主联军八纵23师68团、第45军134师401团
  - 警备第二团：1945年7月下旬，八路军总部特务团即朱德警卫团的5个连编成南下支队独立第三游击支队第二团。团长欧致富，政委陈志彬，副团长邹昌茂，政治处副主任兰亦农。解放战争时期沿革为：冀热辽第22旅第65团、热辽军区独16旅48团、东北民主联军八纵23师69团、45军134师402团。
  - 伍晋南带导的200余名去广东工作的东干队

第二梯队南下临时指挥部：文年生任指挥，刘转连任副指挥，张启龙任政委，晏福生任副政委，贺庆积任参谋长，李信任政治部主任。根据中央的指示，成立了张启龙任书记的军政委员会，共由20多人组成，还包括陶铸、莫文骅、古大存、谭余保、袁任远、邓洪、程世才、伍晋南、雷经天等 。
1945年6月7日，毛泽东、朱德、叶剑英参加了南下第二、第三支队营以上干部会议。针对少数人队完成南下任务信心不足，毛泽东说：“有些同志觉得把握不大，我举得把我很大。”6月11日中共七大闭幕。6月12日中共七大主席团常委扩大会讨论第二批南下部队的任务和战略方针。决定张启龙部负责湘鄂赣，王震部负责长沙以南郴州以北，尹林平的东江纵队向北发展到五岭地区湘粤赣，搞个“工”字布局，要求南下后续梯队在旧历新年时走到广东境内过年掩护干部到达目的地。6月13日中央军委人员向张启龙等详细介绍沿途敌顽部署与兵力。1945年6月18日从延安出发，经清涧县、绥德县渡黄河到达山西的交城县、介休、文水县，7月7日晚抵达汾河畔，由于洪水推迟至9日夜里分两路抢渡汾河：
- 第三支队为右翼，在平遥县城西北（今属南政乡）蒋家堡一带渡过汾河，拂晓前在平遥县城东北五里的西游驾跨南同蒲铁路向平遥东南方向山区行进。10日早抵达太行边缘地区朱坑、辛村一带集结。
- 第二支队和三个干部队为左翼，由（今属南政乡）王家庄村北过汾河时耽误了一段时间，强行军经李家桥，直奔洪善西2.5km处的白家庄跨越南同蒲铁路，被日军发现，洪善站西路口日军碉堡机关枪不停顿扫射。7月10日天亮前，参谋长贺庆积骑马飞驰而来，命令719团：“现在后面的敌人追来了，不能再等，马上组织突击队，上刺刀，准备手榴弹打开口子掩护部队冲过去。”[30]在白家庄村南，以二营和团侦察连开路，三营断后。程世才率领的干部队发现向西不远处铁路下面有个桥洞，迅速从桥下穿了过去。平遥县城的日军出动铁路轨道装甲车。贺庆积参谋长和彭清云政委带着冲过封锁线的部队奔冀郭、西善信、南依涧方向。廖纲绍团长带一个侦察班再一次返回路西接应没有冲过封锁线的部队。由于日军不断增兵，铁路西的二支队部和七一七团及七一九团三营已经无法再从白家庄方向通过，只能沿着铁路线向东游驾、西游驾、新庄间约十里地且战且退，沿途伤亡损失很大，七一九团廖光韶团长以下数百人牺牲。四大队的二、三营、教导营和干部队几十名尚未通过封锁线的部分领导截留在铁路西侧。到下午三点左右，由于敌人增兵不断，火力太猛，部队无法通过，司令员刘转连命令部队向西撤退至蒋家堡傍晚，摆脱敌人，等天黑后再过铁路。教导营同支队部（旅部）失掉联络，教导营和干部队的一部分（约三十多名领导同志）未能接到撤出战斗的命令，这时日军发现这部分战斗力不强，行动缓慢，就组织骑兵、步兵数百人，向教导营追来，情况十分危急。教导营政委张有法带一个排保护干部队成员先向西撤，营长黎原带五个排以排为单位，交替掩护，与敌激战两个多小时，到下午五点多，向西撤到一处地形非常有利于防守的小山包上，继续抗击敌人，此时天快黑了，日军摸不清情况，未向前追击；此战打死打伤敌人数十名，缴获步枪十余支，军马十几匹，教导营仅伤亡十几人，掩护的干部队中有袁任远等重要领导。7月10日入夜乘大雨分多路穿过铁路，经过大半夜的急行军，顺利脱离了敌占区，到达平遥县东宋家岭、花堡、山坡头地区。同蒲铁路沿线是日军控制区，但地方党组织都做了大量深入细致的工作，通过同蒲路前后两个夜晚，都有地下党负责联络。刚一进村，每班、每排都有人接待，安排在老百姓家住宿，一进屋就安排好饭菜。离开时，也有老百姓当向导带路。白天过铁路与日军激战时，南下支队走失了近百头骡子，驮着大量物资。事后老百姓纷纷主动将走失的骡子拉回来，送还给部队。7月13日夜在上店村汇合。

继续向南进军。经太岳军区机关驻地沁源县城、安泽县、阳城县、邵原渡黄河，至河南铁门关，与新安县的八路军河南军区第二军分区会合，绕过日伪军占领渑池县城，越过陇海铁路，接着从柳泉、三乡镇，进至豫西熊耳山脚下。自抗战以来，这里一直为国民党军队占领，群众基础较差。为了开辟豫西抗日根据地，筹粮筹物，继续南进，中央命令南下支队在熊耳山地区北麓作短期停留，宣传抗日，发动群众。 8月11日，南下二支队正在陈吴、张午、东赵堡一带开展工作，接到中央8月13日的命令，停止南下，留在河南归王树声、戴季英统一指挥。8月15日毛泽东电示，恢复三五九旅、警一旅番号，在郑州、新四军五师、水东之间广占乡村。8月16日毛泽东电示文年生、张启龙派一个营护送程世才的干部大队立即去五师。8月24日毛、朱电示张启龙同意359旅北渡黄河，至孟县、济源县待命。8月28日晚359旅攻打孟县，孟县县城相当坚固，城内驻有张伯华部伪军一千多人。三五九旅打了整整一夜，没打下来。天亮后领导怕增大伤亡，只好撤了下来。同时，警一旅攻打济源县城，不攻自破。9月2日太岳军区第四军分区司令员陈康派了两个团配合三五九旅再打，才将县城攻克，三五九旅在此扩军448名。几天后，359旅奉命离开孟县，途经焦作城区，北上至林县。9月17日，中央电令警一旅、359旅及第九干部大队奔赴东北，指定359旅占领嫩江地区，建立政权。359旅把武器弹药都留给了林县的八路军，每个班只带一支步枪。旅长刘转连决定从各团、营抽调政治作风、军事素质好的干部组成先遣干部队，由旅参谋长贺庆积带队先行出关。先遣队受乘马数量限制，共45人，其中营、团、旅级干部28人（有张启龙、袁任远、九干队负责人刘俊秀、教导营营长黎原、旅保卫科科长袁福生、旅民运科长段竞、师政治部锄奸部长李剑珠、七一九团一营长颜德明、旅后勤部副部长贺炎藩等），警卫员17人。随队出发的有干部队的随队出发的有陶铸、程世才、伍晋南、莫文骅、古大存、谭余保、袁任远、邓洪等。先遣队每人配一匹骡马，一天走一百五六十里，在武清县穿过平津铁路到了玉田县，在山海关改乘火车到沈阳。359旅主力继续经邯郸、冀县、饶阳、河间、雄县、霸县、固安、安次、玉田、卢龙、山海关，向东北进军。一路上得到地方党组织大力支持，每到一个村子，都已安排好住宿，准备好饭菜，备足马料，出发时还有向导带路。9月中旬359旅先遣队到沈阳，东北局书记彭真、组织部长林枫把先遣队的人员统一分配到长春工作。

## 八路军南下支队第三梯队
中央又准备组织以古大存任司令员，任弼时任政治委员，有五万人之众的八路军南下第三梯队，“相机开赴华南”。在日本宣布投降时停止了南下，由古大存率队直接由延安转往东北。

## 评价
1946年9月29日，中共中央在延安杨家岭中央大礼堂召开了欢迎大会，毛泽东称赞他们“勇敢顽强，不怕敌人围追堵截，经历了第二次长征”。
作家周立波参加了此次南征，后来著有《南下记》一书。